# Diphleps
Diphleps is een geslacht van wantsen uit de familie van de Miridae (blindwantsen). Het geslacht werd voor het eerst wetenschappelijk beschreven door Ernst Evald Bergroth in 1924.

## Soorten
Het genus bevat de volgende soorten:

- Diphleps henryi Hernández, 1993
- Diphleps maldonadoi T. Henry, 1977
- Diphleps similaris T. Henry, 1977
- Diphleps unica Bergroth, 1924
- Diphleps yenli Santiago-Blay & Poinar, 1993